# Pasar Baru (Kaur Selatan)
Pasar Baru is een bestuurslaag in het regentschap Kaur van de provincie Bengkulu, Indonesië. Pasar Baru telt 1091 inwoners (volkstelling 2010).